# Потаповы
Пота́повы — дворянские роды.
Опричниками Ивана Грозного числились: Иван Аникеев, Истома, Дмитрий, Наум Васильевич, Андрей и Постник Потаповы (1573).
В Общий Гербовник внесены два рода Потаповых.
1. Потомство Савина Тимофеева Потапова, за которым (1645) состояло поместье с крестьянами сельцо Головино, Владимирского уезда. Иван Алексеевич (1722—1791) — административный и военный деятель, генерал-поручик (1777), воронежский губернатор. Его внук, генерал-адъютант, генерал от кавалерии Александр Львович (1818—1886) определением Правительствующего Сената от 13 декабря 1882 г. признан в древнем дворянском достоинстве, с правом на внесение в VI часть дворянской родословной книги (Герб. XIV, 16). Согласно именному указу императора Александра II от 9 августа 1878 года: «Снисходя на всеподданнейшее ходатайство нашего генерал-адъютанта, генерала от кавалерии Александра Потапова и во уважение особых его заслуг, Всемилостивейшее соизволяем, не в пример другим и в изъятие из действующих узаконений, на усыновление им, Потаповым, нашего флигель-адъютанта полковника лейб-гвардии Гродненского гусарского полка Модеста Ивашкина, с предоставлением сему последнему именоваться по фамилии „Ивашкиным-Потаповым“, пользоваться гербом Потапова и вступить, по смерти его, с правами законным детям принадлежащими, в наследование всем его благоприобретённым имуществом» (Герб.,  XIV, 30)[1].
2. Потомство надворного советника Михаила Михайловича Потапова, внесённого в III ДРК Смоленской губернии по полученному им в 1869 г. ордену Святого Владимира 4 степени.

## Описание гербов
В лазуревом щите правая рука в серебряных латах, выходящая из серебряного облака справа держит серебряный меч (польский герб Малая Погоня). Против руки с другого бока золотая круглая зубчатая башня с золотым флюгером, двумя окнами и открытыми воротами соприкасается с золотой зубчатой стеной. Вверху щита золотая шестиконечная звезда. В червлёной оконечности щита золотая решетка.
Щит увенчан дворянским коронованным шлемом. Нашлемник: правая рука в серебряных латах, положенная на локоть, держит серебряный меч. На сгибе лат сверху золотая шестиугольная звезда. Намёт: справа — лазуревый с серебром, слева — лазуревый с золотом. Щитодержатели: два золотых льва, с головами, повёрнутыми назад, с червлёными глазами и языками. Девиз: «FORTITUDINE» серебряными буквами на лазуревой ленте.
В лазоревом щите четыре серебряные о пяти лучах звезды (одна, две, одна). В серебряной главе щита червлёный крест о широких концах.
На щите дворянский коронованный шлем. Нашлемник: два чёрных орлиных крыла. Намёт на щите справа лазоревый с серебром, слева червлёный с серебром. Девиз: «Молитвою и трудом» серебряными буквами на лазоревой ленте. Герб рода дворян Потаповых внесён в Часть 18 Общего гербовника дворянских родов Всероссийской империи, стр. 101.
В XIX веке бытовал вариант герба Потаповых с княжеской мантией. Он изображался на книжном знаке, принадлежавшему либо генерал-майору Льву Ивановичу Потапову (1773-1831), либо генерал-адъютанту Александру Львовичу Потапову (1818-1886).